# Mudança de base
Em álgebra linear, uma base para um espaço vetorial de dimensão n é uma sequência de n vetores (α1, …, αn) com a propriedade de que todo vetor do espaço pode ser representado de forma única como uma combinação linear dos vetores da base. As representações matriciais dos operadores também são determinadas pela base escolhida. Como geralmente é desejável trabalhar com mais de uma base para um espaço vetorial, é de importância fundamental em álgebra linear poder transformar facilmente representações por meio de coordenadas relativas a uma base em suas representações equivalentes com relação a outra base. Tal transformação é chamada de mudança de base.
Embora a terminologia dos espaços vetoriais seja utilizada a seguir e o símbolo R possa ser considerado como o corpo dos números reais, os resultados discutidos valem sempre que R for um anel comutativo e a expressão espaço vetorial for substituída em todos os lugares por R-módulo livre.

## Noções preliminares
A base canônica de Rn é a sequência ordenada (e1, …, en), em que ej é o elemento de Rn com 1 em sua j-ésima posição e 0s nas demais posições.
Se T: Rn → Rm é uma transformação linear, a matriz de T é a matriz t de tamanho m × n cujaj-ésima coluna é T(ej) para j = 1, …, n. Neste caso, tem-se T(x) = tx para todo x em Rn, em que x é considerado como um vetor coluna e a múltiplicação no lado direito é a multiplicação matricial. Um fato básico em álgebra linear é que o espaço vetorial Hom(Rn, Rm) de todas as transformações lineares de Rn para Rm é naturalmente isomórfo ao espaço Rm × n das matrizes m × n sobre R; em outras palavras, uma transformação linear T: Rn → Rm é, para todos os propósitos, equivalente a sua matrizt.
Também será utilizada a seguinte observação.
Teorema Sejam V e W espaços vetoriais, e sejam {α1, …, αn} uma base de V, e {γ1, …, γn} quaisquer n vetores em W.Então existe uma única transformação linear T: V → W com T(αj) = γj para j = 1, …, n.
Esta T única é definida por T(x1α1 + … + xnαn) = x1γ1 + … + xnγn. É claro que se acontecer de {γ1, …, γn} ser uma base de W, então T é bijetiva e linear; em outras palavras, T é um isomorfismo. Se neste caso também ocorrer que W = V, então T é chamada de automorfismo.
Agora seja V um espaço vetorial sobre R e suponha que {α1, …, αn} é uma base de V. Por definição, se ξ é um vetor de V então ξ = x1α1 + … + xnαn para uma única escolha de escalares x1, …, xn em R chamados de coordenadas de ξ relativas à base ordenada {α1, …, αn}.O vetor  x = (x1, …, xn) em Rn é chamado de vetor coordenada de ξ (relativo a base indicada). A única transformação linear φ: Rn → V que satisfaz φ(ej) = αj para j = 1, …, n é chamada de isomorfismo de coordenadas para V e a base {α1, …, αn}. Assim φ(x) = ξ se e somente se ξ = x1α1 + … + xnαn.

### Matriz de um conjunto de vetores
Um conjunto de vetores pode ser representado por uma matriz cujas colunas consistem das coordenadas dos vetores correspondentes no conjunto. Como uma base é um conjunto de vetores, uma base pode ser dada por uma matriz deste tipo. Depois será mostrado que a mudança de base de qualquer objeto do espaço está relacionada a esta matriz. Por exemplo, vetores mudam de acordo com a sua inversa (e como tal são chamados de objetos contravariantes).

## Mudança de coordenadas de um vetor
Primeiro será examinada a questão de como as coordenadas de um vetor ξ, do espaço vetorial V, mudam quando é escolhida uma outra base.

### Duas dimensões
Isso significa que, dada uma matriz M cujas colunas são os vectores da nova base do espaço (matriz da nova base), as novas coordenadas de um vetor coluna v são dadas pelo produto matricial M-1v. Por esta razão, diz-se que os vetores normais são objetos contravariantes.
Qualquer conjunto finito de vetores pode ser representado por uma matriz cujas colunas são as coordenadas dos vetores dados. Para um exemplo de dimensão 2, considere o par de vetores obtidos ao rotacionar os vetores da base canônica em 45° no sentido anti-horário. A matriz cujas colunas são as coordenadas destes vetores é
{\displaystyle M={\begin{pmatrix}1/{\sqrt {2}}&-1/{\sqrt {2}}\\1/{\sqrt {2}}&1/{\sqrt {2}}\end{pmatrix}}}
Para mudar qualquer vetor do espaço para esta nova base, só é preciso multiplicar suas coordenadas à esquerda pelo inversa desta matriz.

### Três dimensões
Por exemplo, seja R uma nova base dada por seus ângulos de Euler. A matriz da base terá como colunas as coordenadas de cada vetor. Portanto, esta matriz será (ver artigo sobre ângulos de Euler):
{\displaystyle \mathbf {R} ={\begin{bmatrix}\mathrm {c} _{\alpha }\,\mathrm {c} _{\gamma }-\mathrm {s} _{\alpha }\,\mathrm {c} _{\beta }\,\mathrm {s} _{\gamma }&-\mathrm {c} _{\alpha }\,\mathrm {s} _{\gamma }-\mathrm {s} _{\alpha }\,\mathrm {c} _{\beta }\,\mathrm {c} _{\gamma }&\mathrm {s} _{\beta }\,\mathrm {s} _{\alpha }\\\mathrm {s} _{\alpha }\,\mathrm {c} _{\gamma }+\mathrm {c} _{\alpha }\,\mathrm {c} _{\beta }\,\mathrm {s} _{\gamma }&-\mathrm {s} _{\alpha }\,\mathrm {s} _{\gamma }+\mathrm {c} _{\alpha }\,\mathrm {c} _{\beta }\,\mathrm {c} _{\gamma }&-\mathrm {s} _{\beta }\,\mathrm {c} _{\alpha }\\\mathrm {s} _{\beta }\,\mathrm {s} _{\gamma }&\mathrm {s} _{\beta }\,\mathrm {c} _{\gamma }&\mathrm {c} _{\beta }\end{bmatrix}}.}
Novamente, qualquer vetor do espaço pode ser mudado para esta nova base multiplicando-se as suas coordenadas à esquerda pela inversa desta matriz.

### Caso geral
Suponha que {α1, …, αn} e {α′1, …, α′n} são duas bases ordenadas de V. Sejam φ1 e φ2 os isomorfismos (transformações lineares) de coordenadas associados de Rn para V, i.e. φ1(ej) = αj e φ2(ej) = α′j para j = 1, …, n.
Se x = (x1, …, xn) é o vetor de coordenadas de ξ com relação à primeira base, de modo que ξ = φ1(x), então o vetor de coordenadas de ξ em relação à segunda base é φ2−1(ξ) = φ2−1(φ1(x)). Agora, a aplicação φ2−1 ∘ φ1 é um automorfismo de Rn e, portanto, tem uma matriz p. Além disso, a j-ésima coluna de p é φ2−1 ∘ φ1(ej) = φ2−1(αj), ou seja, é o vetor de coordenadas de αj em relação à segunda base {α′1, …, α′n}. Assim, y = φ2−1(φ1(x)) = px é o vetor de coordenadas de ξ com relação à base {α′1, …, α′n}.

## A matriz de uma transformação linear
Suponha que T : V → W é uma transformação linear, {α1, …, αn} é uma base de V e {β1, …, βm} é uma base de W. Sejam φ e ψ os isomorfismos de coordenadas para V e W, respectivamente, em relação às bases dadas. Então a aplicação T1 = ψ−1 ∘ T ∘ φ é uma transformação linear de Rn em Rm e, portanto, tem uma matriz t; sua j-ésima coluna é ψ−1(T(αj)) para j = 1, …, n Esta matriz é chamada de matriz de T em relação às bases ordenadas {α1, …, αn} e {β1, …, βm}. Se η = T(ξ) e y e x são os vetores de coordenadas de η e ξ, então y = ψ−1(T(φ(x))) = tx. Por outro lado, se ξ pertence a V e x = φ−1(ξ) é o vetor de coordenadas de ξ em relação a {α1, …, αn}, e define-se y = tx e η = ψ(y), então η = ψ(T1(x)) = T(ξ). Isto é, se ξ está em V e η está em W e x e y são os seus vetores de coordenadas, então y = tx, se, e somente se, η = T(ξ).
Teorema Suponha que U, V e W são espaços vetoriais de dimensão finita e é escolhida uma base ordenada para cada um deles.  Se T : U → V e S : V → W são transformações lineares com matrizes s e t, então a matriz da transformação linear S ∘ T : U → W (em relação à base dada) é st.

### Mudança de base
Pode-se perguntar o que acontece com a matriz de T : V → W quando é feita a mudança de base em V e W. Sejam {α1, …, αn} e {β1, …, βm} bases ordenadas de V e W, respectivamente, e suponha que seja dado um segundo par de bases {α′1, …, α′n} e {β′1, …, β′m}. Denote por φ1 e φ2 os isomorfismos de coordenadas que levam a base usual de Rn à primeira e à segunda bases de V, e sejam ψ1 e ψ2 os isomorfismos que levam a base usual de Rm à primeira e à segunda bases de W.
Sejam T1 = ψ1−1 ∘ T ∘ φ1 e T2 = ψ2−1 ∘ T ∘ φ2 (ambas as transformações levando Rn em Rm), e sejam t1 e t2 as suas respectivas matrizes. Sejam p e q as matrizes do homomorfismo de mudança de coordenadas φ2−1 ∘ φ1 em Rn e ψ2−1 ∘ ψ1 em Rm.
As relações destas diferentes aplicações umas com as outras são ilustradas no seguinte diagrama comutativo.

Uma vez que T2 = ψ2−1 ∘ T ∘ φ2 = (ψ2−1 ∘ ψ1) ∘ T1 ∘ (φ1−1 ∘ φ2), e que a composição de transformações lineares corresponde à multiplicação de matrizes, segue-se que
t2 = q t1 p-1.
Como a mudança de base tem uma vez a matriz da ase e uma vez a sua inversa, diz-se que estes objetos são 1-co, 1-contra-variante.

## A matriz de um endomorfismo
Um caso importante da matriz de uma transformação linear é o de um endomorfismo, isto é, uma transformação linear de um espaço vetorial V em si mesmo: em outras palavras, o caso em que W = V. Pode-se considerar naturalmente {β1, …, βn} = {α1, …, αn} e {β′1, …, β′m} = {α′1, …, α′n}. A matriz da aplicação linear T é necessariamente quadrada.

### Mudança de base
Aplica-se a mesma mudança de base, de modo que q = p e a fórmula para a mudança de base torna-se
t2 = p t1 p-1.
Nesta situação, diz-se que a matriz inversível p é uma matriz de mudança de base do espaço vetorial V, e a equação acima diz que as matrizes t1 e t2 são semelhantes.

## A matriz de uma forma bilinear
Uma forma bilinear em um espaço vetorial V sobre um corpo R é uma aplicação V × V → R que é linear em ambos os argumentos. Isto é, B : V × V → R é bilinear, se as funções
{\displaystyle v\mapsto B(v,w)}
{\displaystyle v\mapsto B(w,v)}
são lineares para cada w em V. Esta definição aplica-se igualmente bem para os módulos sobre um anel comutativo com as transformações lineares sendo homomorfismos de módulo.
A matriz de Gram G associada a uma base {\displaystyle \alpha _{1},\dots ,\alpha _{n}} é definida por
{\displaystyle G_{i,j}=B(\alpha _{i},\alpha _{j}).}
Se {\displaystyle v=\sum _{i}x_{i}\alpha _{i}} e {\displaystyle w=\sum _{i}y_{i}\alpha _{i}} são as expressões dos vetores v, w em relação a esta base então a forma bilinear é dada por
{\displaystyle B(v,w)=v^{\mathsf {T}}Gw.}
A matriz será simétrica se a forma bilinear B for uma forma bilinear simétrica.

### Mudança de base
Se P é a matriz inversível representando uma mudança de base de
{\displaystyle \alpha _{1},\dots ,\alpha _{n}} para {\displaystyle \alpha '_{1},\dots ,\alpha '_{n}} então a matriz de Gram transforma por meio da congruência de matrizes
{\displaystyle G'=P^{\mathsf {T}}GP.}

## Casos importante
Na teoria de espaços vetoriais abstratos o conceito de mudança de bases é inócuo; ele parece acrescentar pouco para a ciência. Mesmo assim há casos em álgebras associativas, em que uma mudança de bases é suficiente para fazer de uma lagarta uma borboleta, figurativamente falando:
- No plano complexo hiperbólico existe uma base "diagonal"  alternativa. O hipérbole padrão xx − yy = 1 torna-se xy = 1 após a mudança de base. Transformações do plano que deixam a hipérbole fixada correspondem umas às outras, modulo uma mudança de base. A diferença contextual é profunda o suficiente para então separar um boost de Lorentz de um aplicação de esmagamento. Uma visão panorâmica da literatura destas aplicações pode ser feita usando a mudança de bases subjacente.
- Encontra-se nas matrizes reais 2 × 2 o início de um catálogo de álgebras lineares devido a Arthur Cayley. O seu sócio James Cockle apresentou, em 1849, a sua álgebra de coquatérnios ou quaternions-split, que são a mesma álgebra das matrizes 2 × 2 reais, exceto por estarem apresentadas em relação a uma base matricial diferente. Mais uma vez é o conceito de mudança de base que sintetiza a álgebra de matrizes de Cayley e os coquatérnios de Cockle.
- Uma mudança de base transforma ma matriz complexa 2 × 2 em um biquatérnio.